# I. Abbász egyiptomi alkirály
I. Abbász (1813. november 10. – Banha, 1854. július 13.) Egyiptom alkirálya (kedive) 1848-tól, az oszmán uralom idején. Igyekezett gátat vetni mindenféle változásnak, például azoknak a nyugatias szellemű reformoknak, amelyeket nagyapja, Mohamed Ali pasa kezdeményezett.
Abbász, aki nem bízott az európaiakban és az európai műveltségű egyiptomiakban, bezáratta vagy elhanyagolta a világi és katonaiskolákat, valamint a gyárakat.Csökkentette a hadsereg létszámát, leállította a Delta-gátépítését, és ellenezte a Szuezi-csatorna létrehozását is, amelynek tervét akkortájt vetették föl a franciák. Az angoloknak viszont megengedte az Alexandria-kairói vasútvonal megépítését, azok pedig cserébe mellé álltak, amikor nézeteltérése támadt az oszmán kormánnyal, mert az nyugati szellemű reformok (tanzimat) bevezetését szorgalmazta Egyiptomban. Mindamellett expedíciós haderővel segítette Isztambult a krími háborúban (1853); ezenkívül megszüntette az állam kereskedelmi monopóliumát, mivel az ellentétben állt azokkal a szerződésekkel, amelyek az oszmán kormány az európai hatalmakkal kötött.
Bár Abbászt reakciósnak szokás tartani, azzal, hogy korlátozta az állami kiadásokat, a szegényebbek javát szolgálta, akik uralkodása alatt adóengedményeket kaptak, és ritkábban sorozták be őket kényszermunkára vagy a hadseregbe. A zárkózott természetű Abbász magányosan élt banhai palotájában; itt fojtotta meg végül két szolgája.